# Comunidad de comunas Puertas del Creuse en Marca
La Comunidad de comunas Puertas del Creuse en Marca (Communauté de communes Portes de la Creuse en Marche en francés), es una estructura intercomunal francesa situada en el departamento francés de Creuse de la región de Limusín.

## Historia
Fue creada el 1 de enero de 2014 con la unión de las seis comunas de la comunidad de comunas de la Marca Futura, seis de las nueve comunas de la comunidad de comunas del Pequeño Creuse, tres de las cinco comunas de la comunidad de comunas de los Dos Valles (Creuse) y dos comunas que no pertenecían a ninguna comunidad de comuna; siendo el total de las comunas, nueve de las trece comunas del antiguo cantón de Bonnat y ocho de las diez comunas del antiguo cantón de Châtelus-Malvaleix, y que actualmente pertenecen, quince al nuevo cantón de Bonnat y dos al nuevo cantón de Boussac.

## Nombre
Debe su nombre al río que atraviesa la comunidad: el río Creuse, que es un afluente del río Vienne, afluente a su vez del río Loira; y de que se haya situado en el antiguo condado de la Marca.

## Composición
La Comunidad de comunas reagrupa 17 comunas:
| Comuna                    | Código INSEE | Región  | Población (2012) | Superficie (km²) | Densidad (hab./km²) |
| ------------------------- | ------------ | ------- | ---------------- | ---------------- | ------------------- |
| Bonnat                    | 23025        | Bonnat  | 1329             | 45.79            | 29                  |
| Champsanglard             | 23049        | Bonnat  | 231              | 13.64            | 17                  |
| Châtelus-Malvaleix        | 23057        | Bonnat  | 596              | 14.97            | 40                  |
| Genouillac                | 23089        | Bonnat  | 786              | 21.84            | 36                  |
| Jalesches                 | 23098        | Boussac | 87               | 8.45             | 10                  |
| La Cellette               | 23041        | Bonnat  | 271              | 10.98            | 25                  |
| La Forêt-du-Temple        | 23084        | Bonnat  | 154              | 7.72             | 20                  |
| Linard                    | 23109        | Bonnat  | 171              | 12.6             | 14                  |
| Lourdoueix-Saint-Pierre   | 23112        | Bonnat  | 806              | 44.73            | 18                  |
| Malval                    | 23121        | Bonnat  | 45               | 4.03             | 11                  |
| Méasnes                   | 23130        | Bonnat  | 577              | 27.63            | 21                  |
| Mortroux                  | 23136        | Bonnat  | 305              | 13.28            | 23                  |
| Moutier-Malcard           | 23139        | Bonnat  | 540              | 25.81            | 21                  |
| Nouziers                  | 23148        | Bonnat  | 244              | 14.33            | 17                  |
| Roches                    | 23162        | Bonnat  | 383              | 25.55            | 15                  |
| Saint-Dizier-les-Domaines | 23188        | Bonnat  | 187              | 15.89            | 12                  |
| Tercillat                 | 23252        | Boussac | 165              | 13.64            | 12                  |

## Competencias
La comunidad es un organismo público de cooperación intercomunal.
Sus recursos provienen del impuesto sobre los rendimientos del trabajo único, del sistema de contribuciones que se aplica a los residuos y asignaciones y subvenciones de diversos socios.
Sus competencias en general se centran en el desarrollo económico, medio ambiental, de empleo y los servicios comunitarios a los habitantes:
- Ordenación del Territorio
  - Plan de Coherencia Territorial (SCOT, en francés).
  - Plan Sectorial.
- Desarrollo y organización económica
  - Acción de desarrollo económico de las actividades industriales, comerciales o de empleo, (apoyo de las actividades agrícolas y forestales...).
  - Creación, organización, mantenimiento y gestión de zonas de actividades industriales, comerciales, terciario, artesanal o turístico.
- Desarrollo y organización social y cultural
  - Actividades culturales y socioculturales.
  - Actividades deportivas.
  - Construcción y/u organización, mantenimiento, gestión de equipamientos o establecimientos culturales, socioculturales, socioeducativos, deportivos…, etc.
  - Transporte escolar.
- Medio ambiente
  - Saneamiento no colectivo.
  - Recogida y tratamiento de los residuos urbanos y asimilados.
  - Protección y valorización del Medio Ambiente.
- Vivienda y hábitat
  - Programa local del hábitat.
- Servicio de vías públicas
  - Creación, organización y mantenimiento del servicio de vías públicas.
- Otros
  - Adquisición comunal de material.
  - Informática, Talleres vecinales.